# Palazzo Zupi

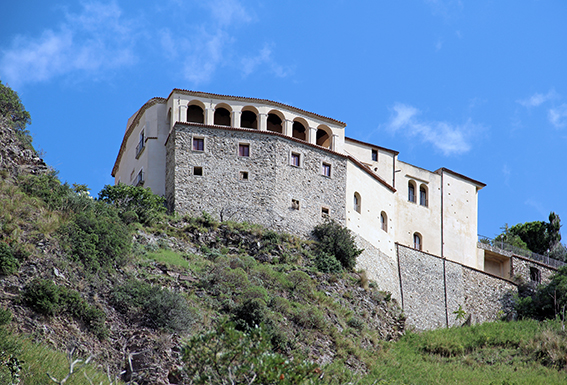
Palazzo Zupi von der Provinzialstraße 39 aus

Der Palazzo Zupi, ein ehemaliges Klarissenkloster, ist ein Palast aus dem 16. Jahrhundert im Zentrum von Fiumefreddo Bruzio in der italienischen Region Kalabrien. Er liegt in der Vico Roma.
Der Palazzo Zupi in der Vico Roma wird üblicherweise mit dem Zusatz „Convento delle Clarisse“ (dt.: Klarissenkloster) versehen, um ihn von einem weiteren Gebäude dieses Namens an der Piazza Castello zu unterscheiden, wo der Hauptzweig der Familie Zupi wohnt.

## Geschichte
Das Gebäude mit angebauter Kirche wurde 1552 errichtet, aber erst 1616 ließ der Bischof von Tropea, Monsignore Tommaso Calvo, in ein Klarissenkloster umgestalten. Er hatte das Fehlen von Konventen für Frauen in seiner Diözese festgestellt und gründete daher Ende des 16. und Anfang des 17. Jahrhunderts vier Nonnenklöster: Santa Domenica in Tropea, Santa Chiara in Amantea, San Giacomo in Aiello und Santa Chiara in Fiumefreddo Bruzio.
Das Grundstück für den Bau wurde von Ferdinando d’Alarcon, 5. Markgraf della Valle, gestiftet, während die Mitgift, die vom Bischof auf 3000 Dukaten festgelegt wurde, von der Gründerfamilie der Bruderschaft des Heiligsten Sakramentes bereitgestellt wurde. Das Kloster, das vom apostolischen Vikar von Tropea, Monsignore Sebastiano Militino, am Abend des 7. November 1628 geweiht wurde, nachdem der Bischof von Tropea, Fabrizio Caracciolo, zwischenzeitlich verstorben war, beherbergte die „adligen Jungfrauen“, die sich zum Gehorsam, zur Keuschheit und zur Armut verpflichtet hatten.
Das Gebäude blieb bis 1807 ein Kloster. Im Zuge der Belagerung von Fiumefreddo durch die Franzosen unter dem Kommando des Generals Ventimille in den ersten Tagen des Septembers 1807 wurde auch das Kloster mit Ausnahme der Loggia fast vollständig zerstört. Nach der Auflösung der kirchlichen Güter wurde das Kloster dem regulären Nachlass des Bischofs von Tropea gestiftet.
Im Jahre 1823 wurde das Kloster, das „dann den Elementen ausgesetzt war, die es ohne Dach und ohne Verriegelungen sowohl an den Türen als auch an den Fenstern hinterließen“, versteigert; an der Veranstaltung nahmen verschiedene Grundeigentümer aus Fiumefreddo teil. Nachdem die genannte Versteigerung später von der Exekutivkommission des Konkordats wegen Mängeln in der von der Verordnung vom 24. November 1821 vorgesehenen Prozedur aufgehoben wurde, wurde die Diözesanverwaltung mit der Eröffnung einer weiteren Versteigerung nach dem Angebot von Raffaele d’Oro, einem Grundeigentümer aus Neapel betraut. Das Gebäude wurde ihm mit Gutachten vom 12. Oktober 1827 zugesprochen. Die Ruinen, die im Provinzialkataster der Gemeinde Fiumefreddo Bruzio als „zerstörtes Kloster Santa Chiara“ beschrieben wurden, wurden mit Urkunde des Notars Emanuele Caputo aus Neapel mit Datum 22. Januar 1829 vom Eigentümer Raffaele d’Oro an Giacinto Zupi, den Bruder von Arcangelo Zupi, dem Eigentümer des anderen Palazzo Zupi an der Piazza Castello, übertragen.

## Beschreibung

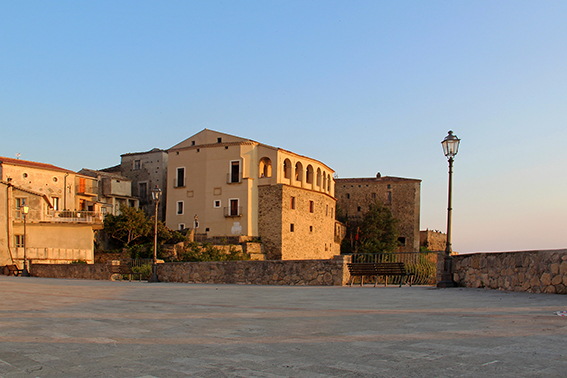
Palazzo Zupi vom Largo Rupe aus

Das Gebäude liegt auf einer steilen Klippe mit Blick auf das Meer.
Es hat zwei oberirdische Geschosse und drei Untergeschosse. Daran anschließend gibt es einen Garten, der es vom ehemaligen Kloster San Francesco di Paola trennt, in dem heute die Gemeindeverwaltung von Fiumefreddo Bruzio untergebracht ist. Der unregelmäßige Grundriss des Baus lässt es so aussehen, als sei der Baukörper ursprünglich kleiner gewesen. Dies scheint die lange Zeitspanne zu bestätigen, die zwischen dem Bau des Gebäudes mit angeschlossener Kirche im Jahre 1552 und der Weihung als Kloster im Jahre 1628 verging.
Das Erdgeschoss, das gegenüber dem Garten einige Stufen höher liegt und in das man durch ein großes Tor gelangt, wurde vollständig umgebaut, allerdings, ohne seine ursprünglichen Eigenschaften zu verändern. In der Eingangshalle erinnern Gitter an der Wand zwischen ihr und der Kirche Santa Chiara an den Brauch der Klausurnonnen, an den Gottesdiensten teilzunehmen, ohne ihr Kloster zu verlassen.
Durch eine Reihe von Räumen, deren Böden mit Majoliken aus Vietri gepflastert sind, die denen der angebauten Kirche entsprechen, gelangt man in die „Klarissenloggia“, die aus einer Reihe von Rundbögen mit Steinbänken besteht, von der aus man ein breites Panorama vom Golf von Sant’Eufemia bis zum Capo Palinuro bewundern kann. Der Bodenbelag besteht aus Terrakotta und der Dachstuhl aus Sichtbalken.

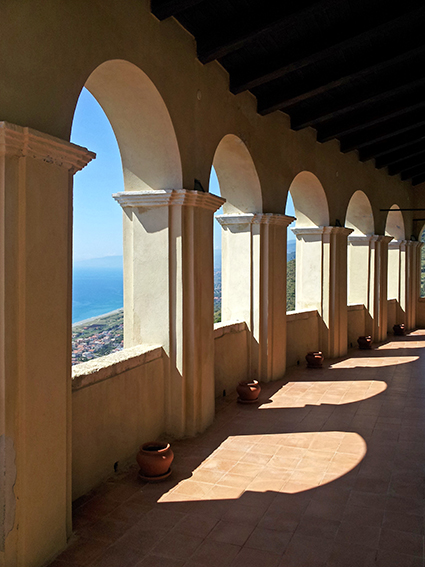
Die Klarissenloggia

Das Obergeschoss, das zum Teil aus Räumen und zum Teil aus Decken besteht, konnte trotz Umbaus seine ursprüngliche Charakteristik bewahren. Insbesondere wurde für die Eindeckung des Daches über 100 Jahre alle Eichenbalken verwendet, die in den Deckenbereichen erhalten geblieben sind. Die Untergeschosse, in die man vom Vico Pasqualetti gelangt, sind aus dem Fels herausgemeißelt, aus dem auch einige Wände auf der Ostseite bestehen, während die Wände auf der Westseite, zum Meer hin, alle mit breiten, luftigen Fenstern und Balkonen versehen sind. Die Räume haben ihren ursprünglichen Aufbau mit Gewölbedecken konsolengestützten Balkonen mit Geländern aus Gusseisen und Fenstern mit Pfosten und Architraven aus Kalkstein erhalten.
Der älteste Teil des Gebäudes liegt an der Nordwestecke und ist im originalen Zustand verblieben, da er von Umbauten nicht betroffen war; er besteht aus einigen Räumen, in die man durch einen großen Raum mit gepflastertem Boden und Tonnengewölbedecke gelangt. Die Trennmauern in diesen Räumen übersteigen einen Meter Dicke.
Das Gebäude wurde erstmalig in den 1950er-Jahren restauriert und endgültig in den 1990er-Jahren, was mehr als ein Jahrzehnt dauerte. Die Arbeiten wurden von örtlichen Handwerksmeistern unter besonderen Schwierigkeiten ausgeführt, da das Gebäude über einem Abgrund liegt und starken Stürmen ausgesetzt ist, die – besonders im Winter – über die tyrrhenische Küste hereinbrechen.
Im Palazzo Zupi sind die Porträts von Colonnello Emanuele Zupi, dem Bruder von Giacinto und Arcangelo Zupi, und der Französin Josephine Petit, der Tochter eines napoleonischen Generals, erhalten. Dies sind Gemälde aus napoleonischer Zeit, auf Leinwand und nach französischer Schule, die zu den Gütern von besonderem kunsthistorischen Interesse in Kalabrien zählen.

## Die KircheSanta Chiara

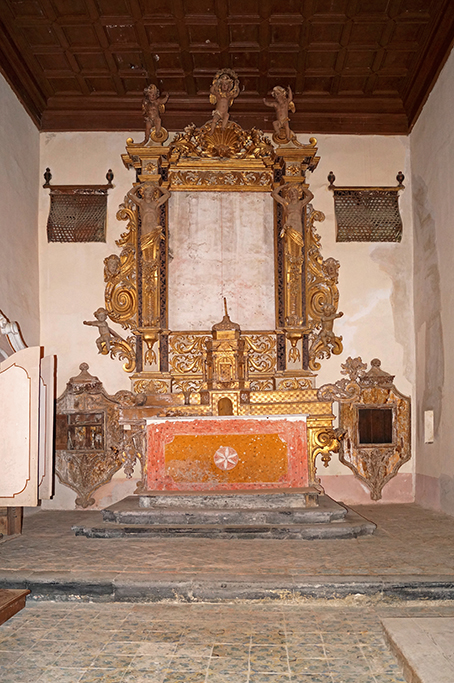
Altar der Kirche Santa Chiara

An das Gebäude angebaut ist die Kirche Santa Chiara mit Steinportal, zu dem man über eine kleine Stufe aus Tuffstein gelangt. Die Kirche war Teil des Klosters, mit dem es einen gemeinsamen Baukörper bildete. Die ursprüngliche Decke aus vergoldetem Holz, die das Werk eines örtlichen Handwerksmeisters aus dem Beginn des Barocks war, wurde durch einsickerndes Regenwasser zerstört und durch eine gewöhnliche Holzdecke ersetzt.
Der Bodenbelag in Majolika, das in Neapel hergestellt wurde, ist original.
Auf der mittleren Vorderwand und den beiden seitlichen sind drei Bildaltäre aus vergoldetem Holz im Stile des Barocks angebracht. In der Kirche gab es bis zu ihrer Restaurierung 1957 zwei Gemälde von Giuseppe Pascaletti (Bild des Hochaltars: „Madonna mit dem verstorbenen Christus und die Jungfrau mit Kind“ – Bild des Altars der Schmerzensmutter: „Schmerzensmutter mit der Heiligen Lucia und dem Heiligen Francesco Saverio“) und eines von Francesco Solimena (Bild des Altars des Heiligen Nikolaus von Bari: „Wunder des Heiligen Nikolaus von Bari“), die sich heute in der Kirche Santa Maria cum adnexis in der Nähe des Eingangs zum Dorf befinden.

## Die Zupis und das Risorgimento

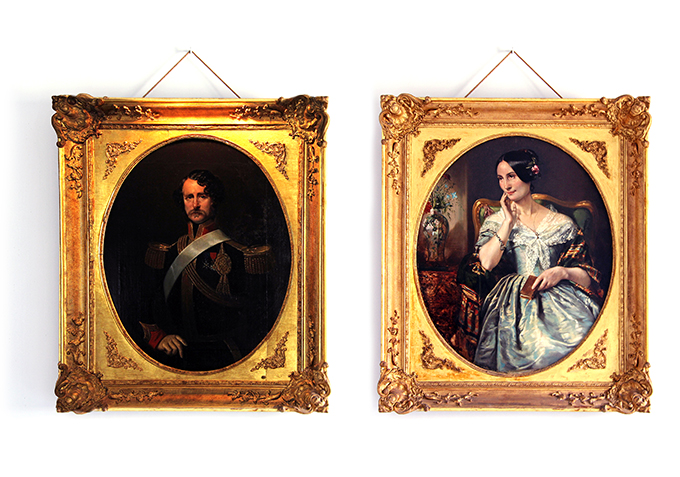
Porträts von Emanuele Zupi und Josephine Petit

Einige Persönlichkeiten der Familie Zupi nahmen an den Kämpfen des Risorgimento teil:
- Arcangelo Zupi, geboren am 29. Mai 1776 in Fiumefreddo Bruzio, wurde von Joachim Murat zum Kommandanten der Provinzlegionen der Calabria Citra ernannt und als Belohnung für seine Tapferkeit erhielt er ein Ehrengewehr.[6] Ab 1812 war er einer der ersten Vertriebsgründer der Carboneria in Calabria Citra, der sich aktiv und fortlaufend kümmerte, trotz der Überwachung durch die bourbonische Seite, bis zu seinem Tod 1830 in einem durch unbekannte gelegten Hinterhalt.[7]
- Emanuele Zupi, geboren am 22. August 1795 in Fiumefreddo Bruzio, war Sargeant in der Squadrone sacro von Morelli und Silvati, nahm am ersten Aufstand teil, der in Nola 1821 ausbrach. Er ging ins Exil, kämpfte für die konstitutionellen Regime Europas in den Niederlanden, Belgien, Portugal, Spanien und Frankreich und heiratete 1833 in Lissabon die Tochter des napoleonischen Generals, Josephine Petit. Er ließ sich in Paris nieder und wurde Kolonnel in der französischen Armee.
- Francesca Zupi, geboren am 11. Juli 1836 in Fiumefreddo Bruzio, war die Tochter von Alessandro Zupi und Elisabetta Pellegrini (Angehörige einer herausragende Familie aus Lucera, von der einige Mitglieder der Carboneria waren)[8] und Urenkelin von Arcangelo, Emanuele und Giacinto Zupi. Sie nahm zusammen mit ihren Brüdern Achille und Giuseppe und ihren Vettern Florestano und Carlo an der Schlacht am Volturno teil, wo sie wegen ihres gezeigten Einsatzes im Felde von Menotti Garibaldi zum Zweiten Leutnant befördert wurde.[9][10]